# Marivka (Níkopol)
Marivka (en ucraniano: Мар'ївка) es un pueblo ucraniano perteneciente al óblast de Dnipropetrovsk. Situado en el centro del país, forma parte del raión de Níkopol y del municipio (hromada) de Márjanets.

## Toponimia
El nombre del lugar en ruso es Marievka (en ruso: Марьевка).  

## Geografía
Marivka se encuentra en la margen derecha del embalse de Kajovka (en frente está la ciudad de Enerjodar), 97 km al suroeste de Dnipró. 

## Historia
En 1957, Marivka recibió el estatus de asentamiento de tipo urbano.
Hasta el 18 de julio de 2020, Marivka fue parte del municipio de Márjanets. El municipio fue abolido en julio de 2020 como parte de la reforma administrativa de Ucrania, que redujo el número de raiones del óblast de Dnipropetrovsk a siete. El territorio del municipio de Márjanets se fusionó con el raión de Níkopol.En 2023, Marivka perdió el estatus de asentamiento de tipo urbano debido a la eliminación de este estatus administrativo.

## Demografía
La evolución de la población de Marivka entre 1959 y 2022 fue la siguiente:
| 596                                                           | 545 | 452 | 361 | 355 | 338 | 346 | 367 | 342 |
| (Fuente: Cities & Towns of Ukraine y UKRAINE: Größere Städte) |     |     |     |     |     |     |     |     |

Según el censo de 2001, la lengua materna de la mayoría de los habitantes, el 86,15%, es el ucraniano; del 13,57%, el ruso.

## Infraestructura

### Transporte
Marivka está conectada por carretera con Márjanets, desde donde hay acceso a la autopista H23 que conecta Zaporiyia y Krivói Rog. La estación de tren más cercana está en Márjanets, en la línea que conecta Zaporiyia con Krivói Rog. 